# Eckartsweiler (Leutershausen)

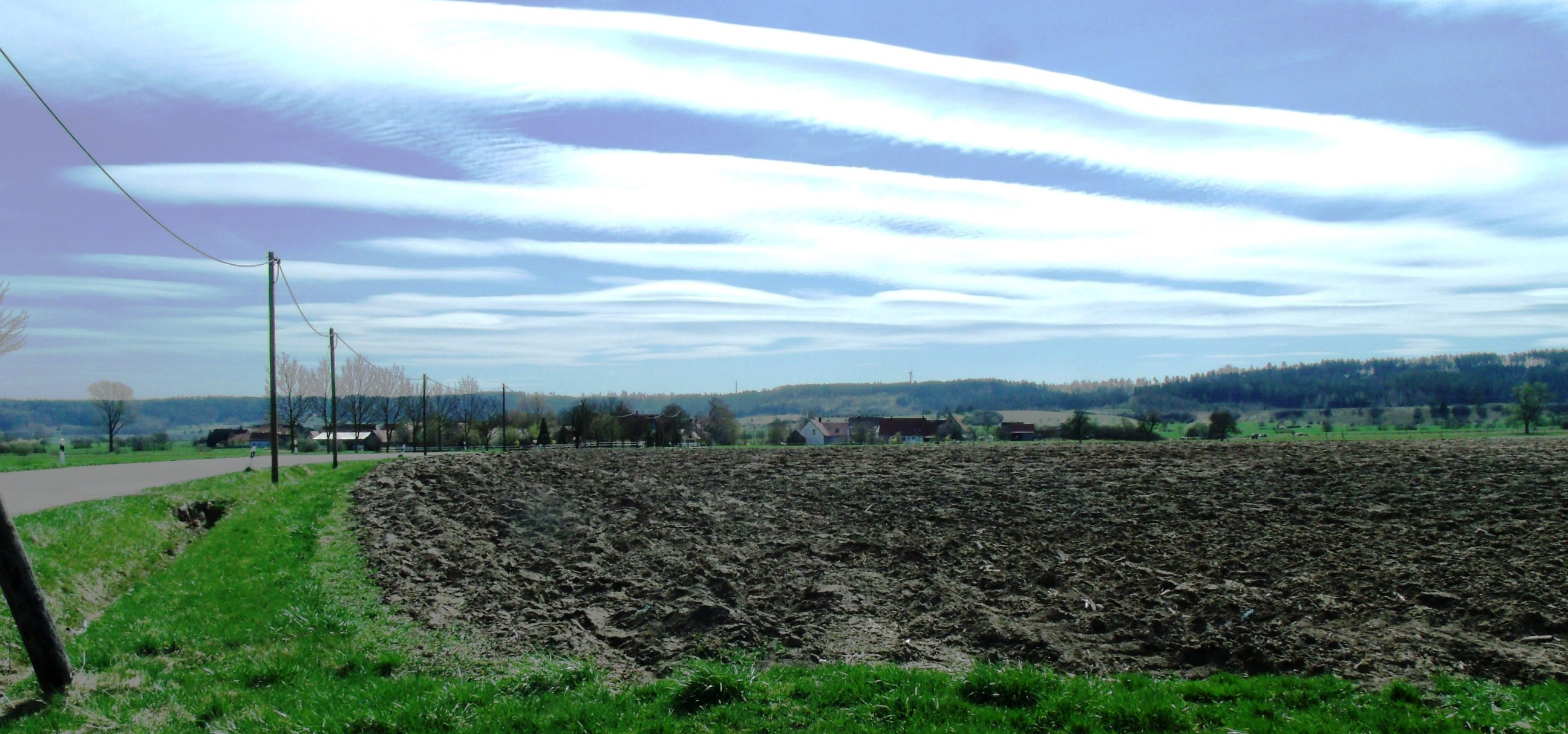
Ortsansicht

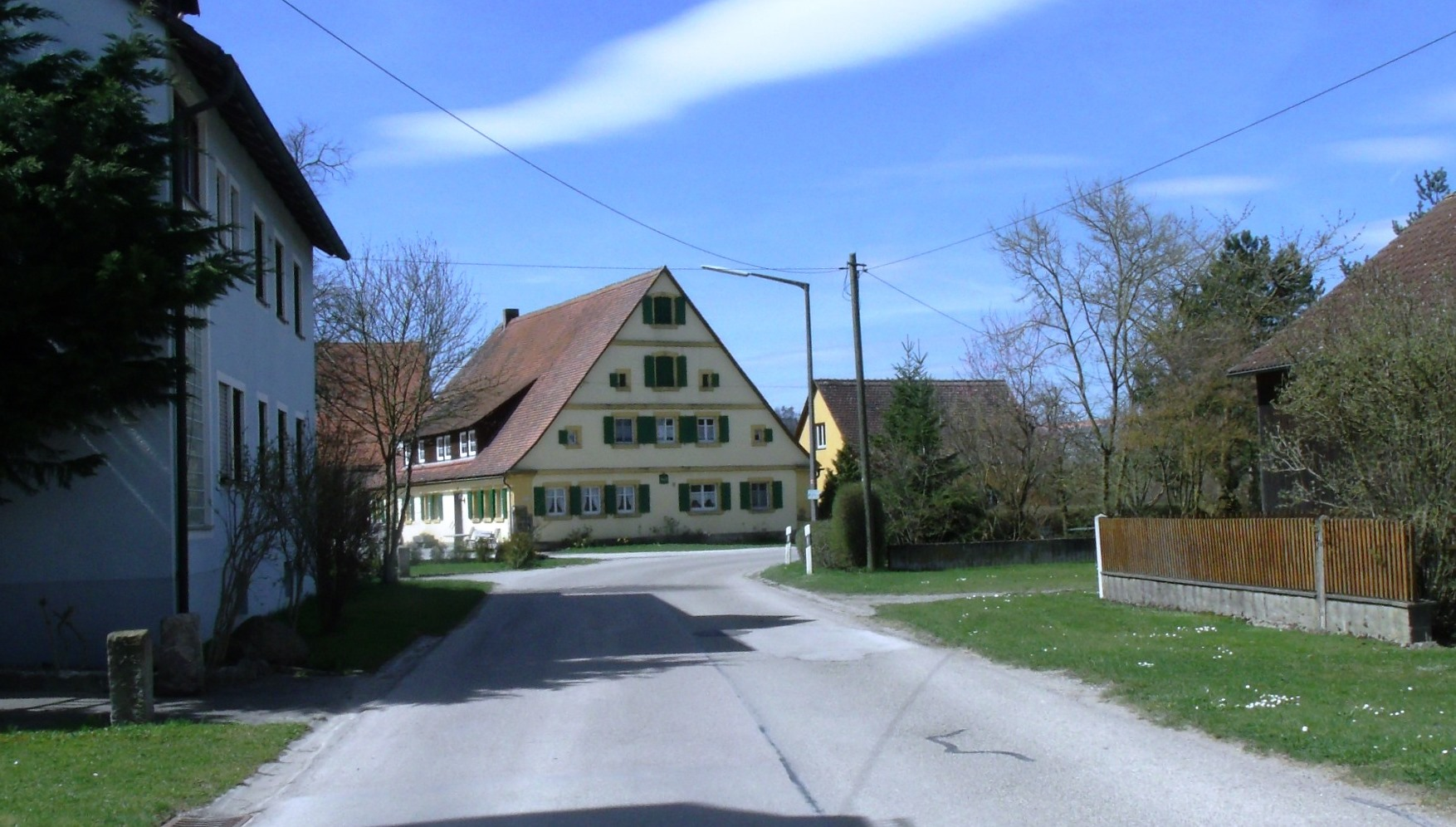
Straße in Eckartsweiler (mit Haus Nr. 5)

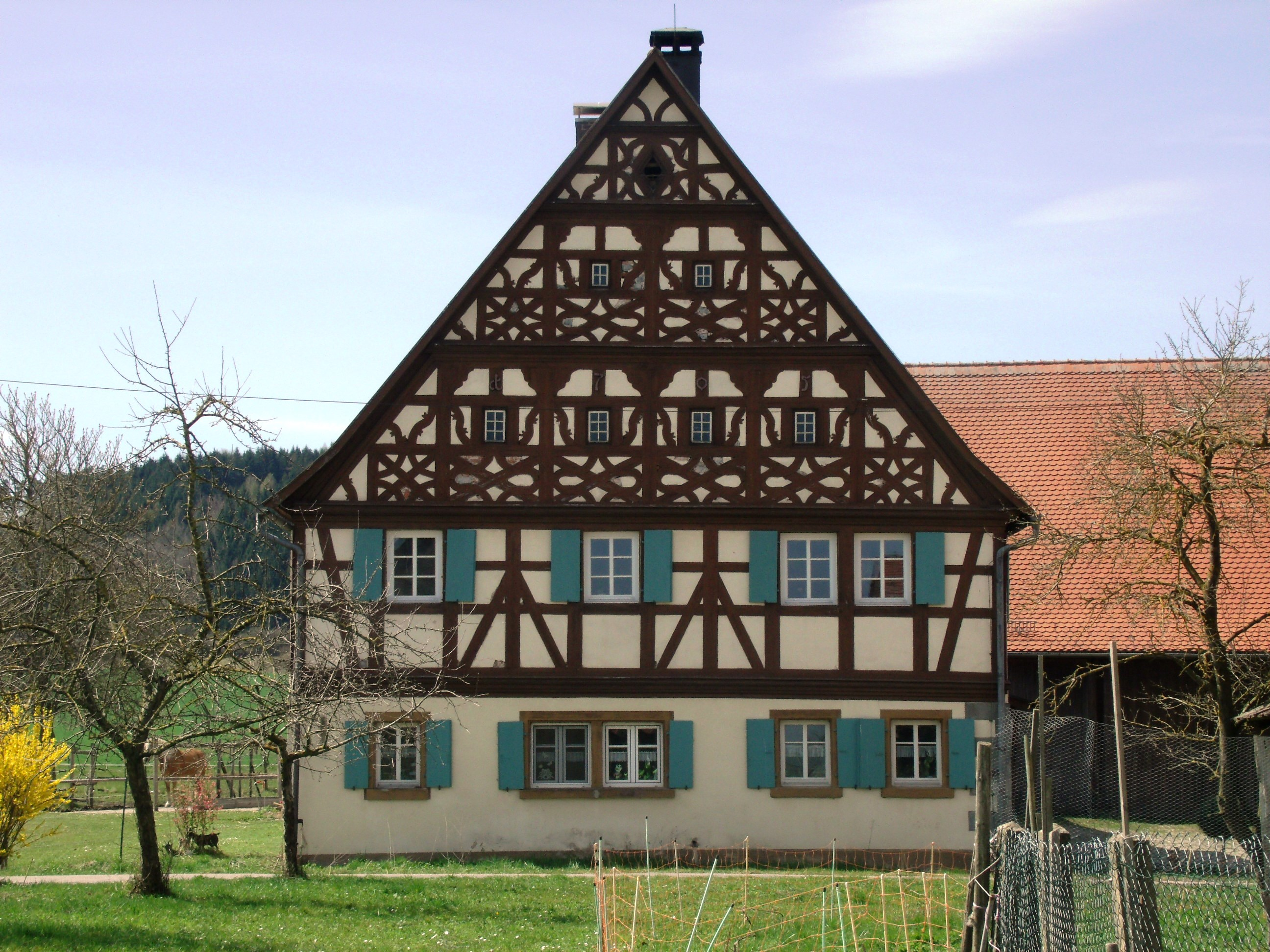
Fachwerkhaus in Eckartsweiler (Haus Nr. 17)

Eckartsweiler ist ein Gemeindeteil der Stadt Leutershausen im Landkreis Ansbach (Mittelfranken, Bayern). Die Gemarkung Eckartsweiler hat eine Fläche von 6,682 km². Sie ist in 317 Flurstücke aufgeteilt, die eine durchschnittliche Fläche von 21.078,94 m² haben. In ihr liegt neben dem namensgebenden Ort der Gemeindeteil Eichholz.

## Geographie
Das Dorf liegt am Aubgraben, einem rechten Zufluss des Erlbachs, der von rechts in die Altmühl mündet. Westlich des Ortes erhebt sich der Hirschberg. Eine Gemeindeverbindungsstraße führt nach Brunst zur Kreisstraße AN 4 (0,8 km nordwestlich) bzw. nach Röttenbach zur Kreisstraße AN 3 (2 km östlich).

## Geschichte
Laut einer Auflistung von 1342 besaß das Kanonikerstift Ansbach drei Anwesen in Eckartsweiler. Im 14. Jahrhundert hatte hier auch der Bischof von Würzburg Besitz – eventuell ehemaliger Besitz des Ansbacher Klosters aus jener Zeit, als das Kloster in ein Stift umgewandelt wurde. Ein weiterer Untertan gehörte dem Burggrafen von Nürnberg. In einem Gültbuch des Prämonstratenserinnenklosters Sulz von 1478 ist außerdem verzeichnet, dass das Kloster dort eine Hofstatt als Lehen vergab; der dortige Untertan unterstand dem Klostergericht. Von der „Mittelwiese“ im Dorf erhielt das Kloster ebenfalls Zinsen.
Im 16-Punkte-Bericht des ansbachischen Amtes Brunst von 1608 sind 17 Mannschaften für den Ort verzeichnet. Neun waren dem brandenburg-ansbachischen Kastenamt Colmberg zinsbar, zwei dem brandenburg-ansbachischen Klosteramt Sulz und vier nach Hohenlohe-Schillingsfürst. Laut dem 16-Punkte-Bericht von 1681 unterstanden zehn Anwesen dem Amt Colmberg, weiterhin zwei dem Klosteramt Sulz und vier dem hohenloheschen Hause, ein Untertan gehörte Johann Gottfried Schwarz zu Fürth (später ebenfalls dem Amt Colmberg zugehörend). Außerdem gab es ein gemeindliches Hirtenhaus.
Im Vergleich von 1710, der den Streit des hohenloheschen Hauses mit dem Fürstentum Brandenburg-Ansbach um hochfraischliche Angelegenheiten beendete, wurde Eckartsweiler Ansbach zugesprochen; alle Anwesen unterstanden nunmehr dem brandenburg-ansbachischen (ab 1792 königlich-preußischen) Stadtvogteiamt Leutershausen. Am Ende des Alten Reiches gab es in Eckartsweiler 19 Anwesen. Grundherren waren das Fürstentum Ansbach (Kastenamt Colmberg: 2 Dreiviertelhöfe, 5 Köblergüter, 4 Söldengüter; Klosterverwalteramt Sulz: 3 Söldengüter; Ansbacher Rat (Johannispflege): 1 Köblergut) und das Amt Schillingsfürst (1 Hof, 2 Dreiviertelhöfe, 1 Söldengut). Neben den Anwesen gab es noch die Kalkhütte, die dem Fürstentum Ansbach unterstand, und ein Gemeindehirtenhaus. Von 1797 bis 1808 unterstand der Ort dem Justizamt Leutershausen und Kammeramt Colmberg.
1806 kam Eckartsweiler an das neue Königreich Bayern. Im Rahmen des Gemeindeedikts wurde Eckartsweiler dem 1808 gebildeten Steuerdistrikt Brunst zugeordnet. Es gehörte auch der 1810 gegründeten Ruralgemeinde Brunst an. Mit dem Zweiten Gemeindeedikt (1818) entstand die Ruralgemeinde Eckartsweiler, zu der Eichholz gehörte. Sie war in Verwaltung und Gerichtsbarkeit dem Landgericht Leutershausen zugeordnet und in der Finanzverwaltung dem Rentamt Colmberg. Ab 1858 gehörte Eckartsweiler zum Landgericht Schillingsfürst und ab 1862 zum Bezirksamt Rothenburg ob der Tauber (1939 in Landkreis Rothenburg ob der Tauber umbenannt). Die Gerichtsbarkeit blieb beim Landgericht Schillingsfürst (1879 in das Amtsgericht Schillingsfürst umgewandelt), von 1927 bis 1973 war das Amtsgericht Rothenburg ob der Tauber zuständig, das seit 1973 eine Zweigstelle des Amtsgerichts Ansbach ist. Die Finanzverwaltung wurde 1858 vom Rentamt Rothenburg ob der Tauber übernommen (1919 in Finanzamt Rothenburg ob der Tauber umbenannt, seit 1973 Zweigstelle des Finanzamtes Ansbach). Die Gemeinde hatte 1964 eine Gebietsfläche von 6,454 km².
Die Gemeinde wurde im Zuge der Gebietsreform in Bayern zum 1. Juli 1976 in die Stadt Leutershausen im Landkreis Ansbach eingemeindet.
Eckartsweiler gehörte gemäß einer Auflistung von 1830 zu einem „die Brünst“ oder „die Brunst“ genannten, seit dem Mittelalter stellenweise gerodeten umfangreichen Waldgebiet zwischen Leutershausen und Kloster Sulz mit dem Hauptort Brunst. Die Brünst war für ihre gute Rinderviehzucht bekannt; ihre 22 Dörfer galten als reich. So erhielt beim bayerischen Landwirtschaftsfest 1812 in Ansbach Johann Paul Nachfischer aus Eckartsweiler den 2. Preis für die beste Zuchtkuh.

### Baudenkmäler
- Haus Nr. 4: eingeschossiges Wohnstallhaus, Fachwerkgiebel, 18./19. Jahrhundert; Fachwerkscheune, Krüppelwalm, 18./19. Jahrhundert[23]
- Haus Nr. 5: Wohnstallhaus, eingeschossiges massives Gebäude mit Steildach, Ecklisenen, Giebel mit Geschossgliederung, bezeichnet 1819[23]
- Haus Nr. 9: Wohnstallhaus, eingeschossiges Gebäude mit Steildach, Fachwerkgiebel, bezeichnet 1723[23]
- Haus Nr. 17: ehemaliges Wohnstallhaus, zweigeschossiger Satteldachbau, mit Fachwerkobergeschoss und Fachwerkgiebel, 1705[23]
- Haus Nr. 21: ehemaliges Bauernhaus, eingeschossiger massiver Satteldachbau mit zweigeschossigem Quergiebel, Eckquaderungen, bezeichnet 1866, mit gleichzeitigem Fachwerkanbau[23]

### Einwohnerentwicklung
Gemeinde Eckartsweiler
| Jahr      | 1818   | 1840   | 1852   | 1855   | 1861   | 1867   | 1871   | 1875   | 1880   | 1885   | 1890   | 1895   | 1900   | 1905   | 1910   | 1919   | 1925   | 1933   | 1939   | 1946   | 1950   | 1952   | 1961   | 1970   |
| Einwohner | 156    | 168    | 194    | 185    | 161    | 138    | 139    | 166    | 161    | 180    | 166    | 156    | 155    | 152    | 148    | 152    | 144    | 138    | 138    | 186    | 170    | 159    | 112    | 105    |
| Häuser    | 29     | 25     |        |        |        |        | 26     |        |        | 28     | 29     |        | 30     |        |        |        | 26     |        |        |        | 24     |        | 24     |        |
| Quelle    | [ 25 ] | [ 26 ] | [ 27 ] | [ 27 ] | [ 28 ] | [ 29 ] | [ 30 ] | [ 31 ] | [ 32 ] | [ 33 ] | [ 34 ] | [ 27 ] | [ 35 ] | [ 27 ] | [ 36 ] | [ 27 ] | [ 37 ] | [ 27 ] | [ 27 ] | [ 27 ] | [ 38 ] | [ 27 ] | [ 18 ] | [ 39 ] |

Ort Eckartsweiler
| Jahr      | 001818 | 001840 | 001861 | 001871 | 001885 | 001900 | 001925 | 001950 | 001961 | 001970 | 001987 |
| Einwohner | 121    | 129    | 130    | 109    | 138    | 108    | 112    | 142    | 87     | 81     | 72     |
| Häuser    | 23     | 20     |        |        | 23     | 21     | 21     | 21     | 20     |        | 19     |
| Quelle    | [ 25 ] | [ 26 ] | [ 28 ] | [ 30 ] | [ 33 ] | [ 35 ] | [ 37 ] | [ 38 ] | [ 18 ] | [ 39 ] | [ 1 ]  |

## Religion
Der Ort ist seit der Reformation evangelisch-lutherisch geprägt und bis heute nach St. Wenzeslaus (Weißenkirchberg) gepfarrt. Die Einwohner römisch-katholischer Konfession sind nach Kreuzerhöhung (Schillingsfürst) gepfarrt.